# فورت ميد
فورت ميد (بالإنجليزية: Fort Meade)‏ هي مدينة أمريكية تقع في ولاية فلوريدا. تبلغ مساحة هذه المدينة 13 (كم²)،ويبلغ عدد سكانها 5691 نسمة حسب إحصاء سنة 2010 م 5691.تشير إحصاءات سنة 2000م بأن الكثافة السكانية في هذه المدينة تقدر بـ(437.8) نسمة/كم2 

## أعلام
- جيمس هنري ميلز